# Keith Schofield
Pour les articles homonymes, voir Schofield (homonymie).
 (novembre 2024).
 (novembre 2024).
Keith Schofield est un réalisateur américain (Los Angeles, Californie) de clips vidéo et de publicités TV. Il a notamment reçu le prix du meilleur clip vidéo rock aux UK Music Video Awards 2008 pour le clip « Bad Blood » du groupe anglais Supergrass. 
En 2009, il réalise le clip de « Heaven can wait »  (Charlotte Gainsbourg, Beck). Il réalise le clip 
video When I Wake up du groupe Wintergreen, qui utilise la genèse du jeu E.T. the Extra-Terrestrial et l'épisode des cartouches enterrées comme base de son scénario.